# Gornji Hruševec
Gornji Hruševec falu Horvátországban Zágráb megyében, közigazgatásilag Kravarskóhoz tartozik.

## Fekvése
Zágráb központjától 28 km-re délre, községközpontjától 3 km-re délnyugatra, a Vukomerići dombok között fekszik.

## Története
Az ókorban Gornji Hruševec területén, a Gradišće nevű dűlőben feküdt Ad Fines római település, ahol még ma is számos tégla- és cserépmaradvány kerül elő.
A középkorban Gornji Hruševec a Túrmezei kerület és a topuskoi apátsági birtok határán feküdt. A 13. században "Felsew Hrusewecz" néven még birtokként említik először. Lakói szabad nemesek, adómentességet élvező, de katonáskodásra kötelezett jobbágyok voltak. A topuskoi apátság bandériumában tartoztak lovas katonai szolgálatot ellátni. Később a hruševeci birtok északi része az Erdődyek selin-chichei uradalmához tartozott. A keleti rész a Jelačićok miholjei uradalmának része, míg a nyugati és déli rész a topuskoi apátság birtoka volt. Az utóbbi és két részből, a Gornji és Donji Opatijából állt. Maga a falu két birtoktestre oszlott, a szabad nemesek területére és a topuskoi uradalmi részre. A török korban lakói számos hadi eseményben részt vettek. Különösen büszkén mesélnek egy nagy győzelmükről, amikor Kravarskónál a crvene zemlje nevű helyen szablyáikkal úgy szétaprították a törököt, hogy az többé nem támadta azt a vidéket. A település keleti részén található, az ún. Stari Dvor, ahol egykor a nemesek udvarházai álltak. A falunak 1857-ben 246, 1910-ben 390 lakosa volt. Trianon előtt Zágráb vármegye Nagygoricai járásához tartozott. A második világháború idején a falu súlyos károkat szenvedett, csaknem teljesen leégett. 2001-ben 251 lakosa volt.

## Lakosság
| Lakosság változása | Lakosság változása | Lakosság változása | Lakosság változása | Lakosság változása | Lakosság változása | Lakosság változása | Lakosság változása | Lakosság változása | Lakosság változása | Lakosság változása | Lakosság változása | Lakosság változása | Lakosság változása | Lakosság változása |
| ------------------ | ------------------ | ------------------ | ------------------ | ------------------ | ------------------ | ------------------ | ------------------ | ------------------ | ------------------ | ------------------ | ------------------ | ------------------ | ------------------ | ------------------ |
| 1857               | 1869               | 1880               | 1890               | 1900               | 1910               | 1921               | 1931               | 1948               | 1953               | 1961               | 1971               | 1981               | 1991               | 2001               |
| 246                | 347                | 310                | 340                | 358                | 390                | 367                | 399                | 388                | 382                | 364                | 330                | 280                | 223                | 251                |

## Nevezetességei
- Ad Fines római település nyomai a Gradišće dűlőben
- A faluban a túrmezei népi építészet több szép példája látható.
- A falu felett a Kravaršćica-patak völgye a szürke gém rezervátuma

## Külső hivatkozások
- Kravarsko község hivatalos oldala
- Nemes predij Felső Hruševec Topuskoj az apátság
- Nobilitashungariae